# Plesiastrea versipora
Plesiastrea versipora is een rifkoralensoort, de plaats in een familie is onzeker. De wetenschappelijke naam van de soort werd in 1816 voor het eerst geldig gepubliceerd door Jean-Baptiste de Lamarck. De soort staat op de Rode Lijst van de IUCN geklasseerd als 'niet bedreigd'.